# Qual É a Música?
Qual É a Música? é um programa de competição de auditório da televisão brasileira, apresentado originalmente por Silvio Santos a partir dos anos 1970. A atração promovia no palco uma gincana musical com a presença de três artistas do sexo feminino e três do sexo masculino. Ao longo do programa, ambos os trios tinham de mostrar seu conhecimento musical em uma série de provas. Quando eles não sabiam a música, quem participava era o auditório que cantava e ainda saía com um prêmio em dinheiro do programa. Como a música era uma das estrelas, o Qual É a Música? contava com uma orquestra ao vivo no palco com a presença do coral do SBT e de dubladores. Em 2023, o SBT decide relançar o programa, agora como quadro do Programa Silvio Santos e com a apresentação de Patrícia Abravanel.

## Edição original
A primeira versão estreou em 1976 como parte do Programa Silvio Santos, pouco depois da saída de Silvio da Rede Globo (o Programa Silvio Santos seguiu sendo gerado pela TV Record de São Paulo e exibido nacionalmente pela TVS e pela Rede Tupi) e mais tarde, pelo SBT. O jogo era disputado entre dois cantores (ou conjuntos). Os artistas com as participações mais famosas no programa foram Ronnie Von, Nahim, Sílvio Brito e Gretchen.
Os artistas jogavam menos pelos prêmios do que pela notoriedade; os valores (começando com um milhão de cruzeiros, sucessivamente reajustados conforme a inflação e as reformas monetárias) exibidos no cenário em grandes algarismos se referiam aos prêmios do Baú da Felicidade, que eram disputados entre os quadros regulares do Qual É a Música?.
Também faziam parte do programa as entregas simbólicas de prêmios (por exemplo, através de placas representando geladeiras) a dezenas de clientes do Baú e os números musicais dos competidores. Com essas atrações paralelas, Qual É a Música?, ao lado do Domingo no Parque e do Show de Calouros, se tornou um dos quadros de mais longa duração do Programa Silvio Santos em seu tempo. Teve um longo intervalo antes da reestreia.

### Maiores vencedores
- Ronnie Von: 25 vitórias consecutivas[3]
- Sílvio Brito: 24 vitórias consecutivas[3]
- Gretchen: 22 vitórias consecutivas[3]
- Nahim: 20 vitórias consecutivas[4]

## Edição contemporânea
Depois de um hiato nos anos 1990, o programa reestreou em 1 de agosto de 1999, reformulado radicalmente no quesito gráfico, porém não perdeu a essência da "brincadeira". Em um primeiro momento o programa era realizado em uma versão mais breve (sem as antigas disputas do Baú da Felicidade) realizada apenas com dois participantes concorrentes. Ainda em 1999, o Qual É a Música? passou a adotar disputa de times com três participantes, que depois se tornaram os times masculino e feminino. Na participação de cantores, havia um encerramento de bloco com a apresentação musical do artista, inclusive com bailarinas.
Em 2001, a Tec Toy lançou uma versão para Windows, conseguindo uma quantidade razoável de vendas. No mesmo ano, foi cancelado como atração regular do Programa Silvio Santos, e passou a ter horário próprio, sendo exibido nos domingos à tarde, e depois de um tempo à noite, com algumas pequenas mudanças: não havia mais o sorteio de 100 reais para 5 pessoas da plateia do time ganhador, e foi criada uma separatória entre o time masculino e feminino dentro do cenário. No fundo do auditório foram colocados novos painéis foscos com luzes multicoloridas, deixando-o com uma aparência mais moderna. Logo após, em fevereiro de 2002, foi retirado temporariamente da programação. Ainda em 2002, houve, pouco tempo depois, uma edição especial com os participantes da Casa Dos Artistas 2, mas depois disso, toda a produção do programa foi demitida.
Em 24 de abril de 2005, um domingo anterior à estreia do reality show O Grande Perdedor, o SBT exibiu uma nova edição especial do Qual É A Música?. Logo após o fim do reality O Grande Perdedor, o programa Qual É a Música? volta à grade de programação, em 14 de agosto de 2005 às 20h30, na antiga faixa nobre especial do SBT. Nessa fase, a emissora exibiu alguns programas que foram engavetados nos anos de 2002 a 2004 e depois inéditos, com um foco maior nas apresentações musicais dos artistas participantes. O saudoso maestro Zezinho foi substituído pelo maestro Alaílton Assumpção, porém parte dos integrantes da fase anterior foi readmitida, como os dubladores do programa Ellen Roche, sendo substituída pouco tempo depois pela Patrícia Salvador e Felipeh Campos, o cenário sofreu mínimas alterações, a mais notável foi apenas os tons de laranja mais fortes e o novo esquema de luzes na parte superior do cenário, além de mais uma reestilização nos painéis do fundo do auditório. Mas esta foi a fase mais curta do programa, durando somente poucos meses, ele foi retirado do ar mais uma vez em 2 de outubro do mesmo ano, sendo substituído pela sessão de filmes 8 e Meia no Cinema. E desta vez, os filmes substituíram o elenco musical que foi direcionado para outros programas da casa, já existentes ou que ainda estavam sendo planejados.
O programa retornou a ser exibido pela emissora aos domingos em 22 de abril de 2007, com algumas restaurações no cenário (indicadores de pontuação em LCD, novas luzes de iluminação, etc) e também dois novos dubladores, a assistente de palco Patrícia Salvador e o ator e bailarino Alberto Goya, porém permanecendo com todas as regras anteriores. Esse período do programa foi um dos que mais conseguiram sucesso em curto espaço de tempo, porém seu fim foi inesperado. Sua última exibição foi em 25 de maio de 2008, com a proposta do SBT de unificar vários antigos programas de Silvio Santos em um só, e o Qual É a Música? não foi exceção: parte da produção do programa, como os vocalistas Kiki, Andressa e Josias, foram transferidos para o novo quadro do Programa Silvio Santos, o "Não Erre a Letra". Em abril de 2012, haviam boatos de que o programa voltaria à grade, inclusive mudaria dos tradicionais domingos, para os sábados. Porém nada se concretizou. 
Em 2013, o formato deste programa retornou, mas para a Record. Os direitos foram adquiridos pela emissora e passou a ser chamado de "Desafio Musical", que foi um quadro do Programa do Gugu, exibido entre 24 de fevereiro e 9 de junho. 
Entre os dias 30 de maio e 27 de setembro de 2021, algumas edições do programa foram reprisadas dentro do Programa Silvio Santos, fazendo parte das comemorações dos 40 anos do SBT. Entre as edições reexibidas está a participação do elenco do extinto Pânico na TV, a disputa entre Ivete Sangalo e Sérgio Mallandro, entre Ratinho e Moacyr Franco e outros.
No dia 12 de dezembro de 2021, o formato retorna ao Programa Silvio Santos com o título de Disputa Musical.
Em 4 de junho de 2023, o formato foi relembrado durante o especial de 60 anos do Programa Silvio Santos. Um mês depois, em 26 de julho, foi anunciado o retorno do programa em seu formato original, agora como quadro do dominical e com a apresentação de Patrícia Abravanel, estreando em agosto. Nessa versão, o formato deixa de utilizar a clássica disputa entre homens x mulheres e passa a ser baseado na disputa entre grupos musicais ou convidados especiais divididos em equipes mistas.

## Provas da versão contemporânea
- Jogo dos Versos (1999-2002, 2005, 2007-2008)
- Vitrine Musical (1999-2002, 2005, 2007-2008)
- Segredo Musical (1999-2002, 2005, 2007-2008)
- Relógio Musical (1999-2002, 2005, 2007-2008)
- Não Erre a Letra (2001-2002, 2005, 2007-2008)
- Vitrola Musical (1999-2002, 2005)
- Não Erre a Letra - Com Internautas (2007-2008)
- Leilão das Notas Musicais (1999-2002, 2005, 2007-2008)

## Versões internacionais
| País           | Nome               | Apresentador (a)     | Canal de TV         | Data de transmissão      |
| -------------- | ------------------ | -------------------- | ------------------- | ------------------------ |
| Alemanha       | Hast du Töne?      | Matthias Opdenhövel  | VOX                 | 1999-2001                |
| Brasil         | Qual É a Música?   | Silvio Santos        | SBT                 | 1976-1991                |
| Brasil         | Qual É a Música?   | Silvio Santos        | SBT                 | 1999-2002 2005 2007-2008 |
| Estados Unidos | Name That Tune     | Red Benson           | NBC                 | 1952-1954                |
| Estados Unidos | Name That Tune     | Bill Cullen          | CBS                 | 1954-1955                |
| Estados Unidos | Name That Tune     | George DeWitt        | CBS                 | 1955-1959                |
| Estados Unidos | Name That Tune     | Richard Hayes        | Syndicated          | 1970-1971                |
| Estados Unidos | Name That Tune     | Dennis James         | NBS                 | 1974-1975                |
| Estados Unidos | Name That Tune     | Dennis James         | Syndicated          | 1974-1981                |
| Estados Unidos | Name That Tune     | Tom Kennedy          | NBS                 |                          |
| Estados Unidos | Name That Tune     | Tom Kennedy          | NBS                 | 1974-1975                |
| Estados Unidos | Name That Tune     | Tom Kennedy          | NBS                 | 1977                     |
| Estados Unidos | Name That Tune     | Tom Kennedy          | Syndicated          | 1974-1981                |
| Estados Unidos | Name That Tune     | Jim Lange            | Syndicated          | 1984-1985                |
| Itália         | Il Musichiere      | Mario Riva           | Programma Nazionale | 1957-1960                |
| Itália         | Sarabanda          | Enrico Papi          | Italia 1            | 1997-2004                |
| Itália         | Sarabanda          | Teo Mammucari        | Canale 5            | 2009                     |
| Itália         | Sarabanda          | Belén Rodríguez      | Canale 5            | 2009                     |
| Polônia        | Jaka to melodia?   | Robert Janowski      | TVP                 | 1997-agora               |
| Rússia         | Угадай мелодию     | Valdis Pelsh         | ORT                 | 1995-1999                |
| Rússia         | Угадайка           | Valdis Pelsh         | ORT                 | 1999-2000                |
| Rússia         | Угадай мелодию-II  | Valdis Pelsh         | Pervyi Kanal        | 2003-2005                |
| Rússia         | Угадай мелодию-III | Valdis Pelsh         | Pervyi Kanal        | 2013-agora               |
| Reino Unido    | Name That Tune     | Tom O'Connor         | ITV                 | 1976-1983                |
| Reino Unido    | Name That Tune     | Lionel Blair         | ITV                 | 1983–1988                |
| Reino Unido    | Name That Tune     | Jools Holland        | ITV                 | 1997–1998                |
| Ucrânia        | Яка то мелодія     | Konstantin Kirkaryan | Donbass             | 2008-agora               |